# Алатовщина
Алатовщина — деревня в Бологовском районе Тверской области, входит в состав Березорядского сельского поселения.

## География
Деревня находится в северной части Тверской области на расстоянии приблизительно 28 км на восток-северо-восток по прямой от районного центра города Бологое на левом берегу речки Косуни.

## История
В 1879 году в деревне числилось 13 крестьянских дворов. По сведениям 1909 года в селении было 12 крестьянских дворов, 21 жилой дом. В советский период истории здесь действовали колхозы «Ударник», им. Чапаева, совхоз «Сеглинский».

## Население
Численность населения: 67 человек (1879 год), 88 (1911), 0 в 2002 году, 1
5 в 2010.